# Онйомі
Онйомі (яп. 音読み, おんよみ/おんどく, он-йомі/ондоку, «фонетичне прочитання») — читання канджі у японській мові відповідно до їх китайського звучання. Японська інтерпретація китайської вимови канджі.

## Короткі відомості
Деякі знаки мають декілька онйомі, тому що були запозичені з Китаю кілька разів, у різний час і з різних областей. Кокудзі, або ієрогліфи, які вигадали самі японці, зазвичай не мають онйомі, хоча є винятки. Наприклад, в ієрогліфа 働 «працювати» є кунйомі (хатараку), але є й онйомі (до), проте в ієрогліфа 腺 «залоза» (молочна, щитоподібна тощо) є лише онйомі (сен).
Як правило онйомі поділяються на чотири типи:
- Ґо-он (呉音 — звучання з королівства У або уське звучання) — прочитання, яке було запозичене з діалекту китайського королівства У (район сучасного Шанхаю) у 5-6 століттях;
- Кан-он (漢音 — звучання з держави Хань або ханське звучання) — прочитання, яке було запозичене у часи династії Тан (7-9 століття), в основному з діалекту столиці Чан'ань;
- То-он (唐音 — звучання з держави Тан або танське звучання) — прочитання, яке було запозичене у часи династій Сун і Мін у 10-15 століттях. До них належать прочитання ієрогліфів, які були запозичені з періоду Хей'ан по період Едо;
- Канйо-он (慣用音 — звичаєве звучання) — помилкове прочитання ієрогліфів, які стали надалі мовною нормою.

| Приклади | Приклади    | Приклади | Приклади | Приклади | Приклади |
| Ієрогліф | Значення    | Ґо-он    | Кан-он   | То-он    | Канйо-он |
| -------- | ----------- | -------- | -------- | -------- | -------- |
| 明       | світло      | мьо      | мей      | мін      | *        |
| 行       | іти, вчинок | ґьо:, ко | *        | ан       | *        |
| 極       | крайнощі    | ґоку     | кьоку    | *        | *        |
| 珠       | перлина     | *        | сю       | дзю, дзу | *        |
| 度       | рівень, раз | до       | таку     | то       | *        |
| 輸       | ввіз-вивіз  | су       | *        | *        | ю        |

Найпоширеніша форма прочитання кан-он. Читання ґо-он часто використовується у буддистській термінології, наприклад, гокураку 極楽 «рай». Прочитання то-он зустрічаються у деяких словах, наприклад ісу 椅子 «стілець».
У китайській мові більшості ієрогліфів відповідає єдиний китайський склад. Втім, існують омографи (多音字), такі як 行 (кит. хан, сін; яп. ко, ґьо), різним прочитанням яких у китайській відповідали різні значення, що також було відбито при запозиченні японською мовою. Крім труднощів з передачею тонального наголосу, більшість китайських складів було дуже складно відтворити японською через велику кількість приголосних, особливо у средньокитайських діалектах, у яких кінцева приголосна зустрічалася частіше, ніж у сучасних діалектах. Тому більшість онйомі складаються із двох мор, друга з яких це — або подовження голосної з першої мори (і у випадку першої е та у у випадку о, наслідок дрейфу мови через століття після запозичення), або склад ку, кі, цу, ті чи приголосний н як імітація средньокитайских кінцевих приголосних. Ймовірно що, явище пом'якшення приголосних перед голосними, які відрізняються від і, а також складовий н були додані до японської мови для кращої імітації китайської. Прочитання онйомі практично не зустрічається у словах японського походження.
Онйомі найчастіше зустрічається у сполученнях двох або більше ієрогліфів (熟語 дзюкуґо — «усталені слова»), багато з яких були запозичені з китайської мови для передачі понять і термінів, яких бракувало японській мові або які неможливо було передати власне японськими словами. Цей процес запозичення часто порівнюють із запозиченням слів англійської мови з латини і нормандської французької. Запозичені з китайської мови терміни, як правило, були вужче за змістом, ніж їхні японські аналоги, і їхнє знання вважалося атрибутом ввічливості та ерудованості. Найважливіший виняток із цього правила — прізвища, у яких найчастіше використовується японське читання кунйомі.